# John Yate Robinson
John Yate Robinson (Catford, Lewisham kerület, London, 1885. augusztus 6. – Roehampton, London, 1916. augusztus 23.) olimpiai bajnok brit gyeplabdázó, első világháborús katonatiszt, százados.
A londoni 1908. évi nyári olimpiai játékokon indult, mint gyeplabdázó. Ezen az olimpián négy brit csapat is indult, de mindegyik külön nemzetnek számított. Ő az angol válogatott tagja volt. Az ír válogatottat győzték le a döntőben.
Az első világháborúban Hadikereszttel tüntették ki. A Mezopotámiai fronton súlyos gerincsérülést szenvedett el és visszaszállították Londonba, ahol nem sokkal később elhunyt.